# Basilika Ludwig der Heilige und Mariä Himmelfahrt

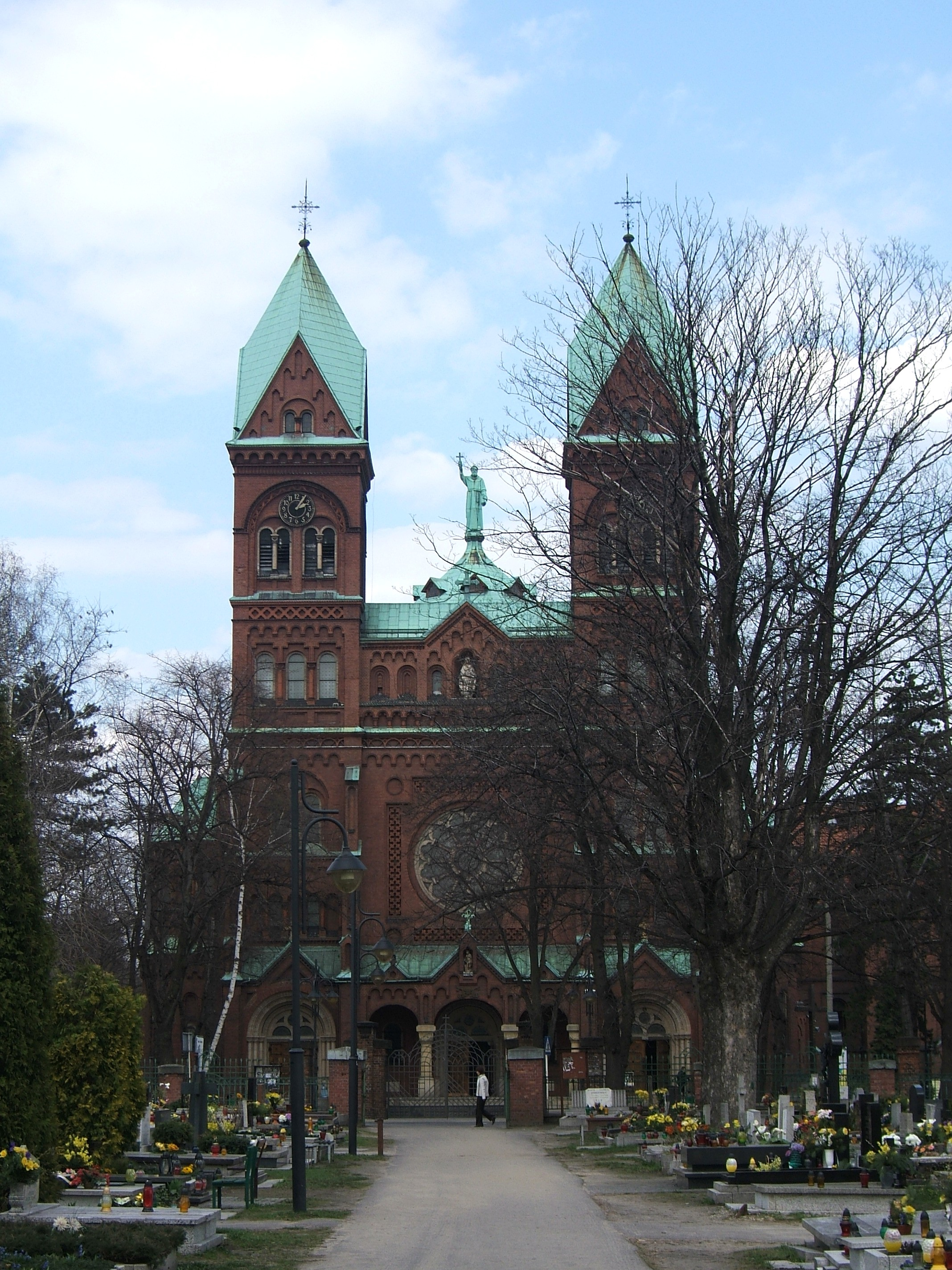
Basilika Ludwig der Heilige und Mariä Himmelfahrt, 2006

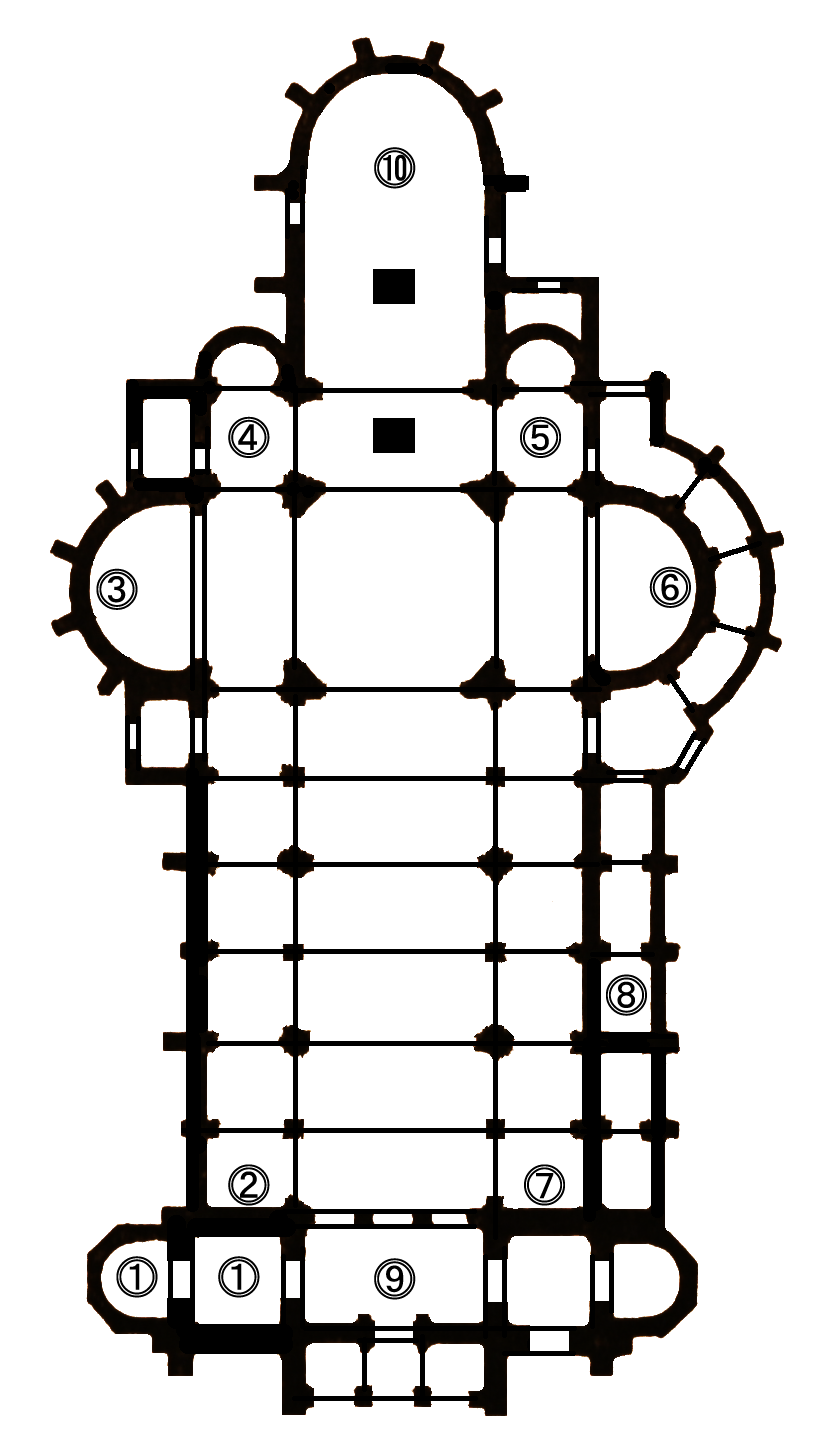
Grundriss

Die Basilika Ludwig der Heilige und Mariä Himmelfahrt (polnisch Bazylika św. Ludwika Króla i Wniebowzięcia Najświętszej Maryi Panny) ist eine römisch-katholische Kirche im Stadtteil Panewniki von Katowice (deutsch Kattowitz) in der Woiwodschaft Schlesien, Polen. Die Klosterkirche der Minoriten und Pfarrkirche des Erzbistums Katowice ist Ludwig dem Heiligen und Mariä Aufnahme in den Himmel gewidmet und trägt den Titel einer Basilica minor. Die neoromanische Kirche wurde Anfang des 20. Jahrhunderts erbaut und ist denkmalgeschützt. Zur Weihnachtszeit finden Wallfahrten zu einer der größten Altarkrippen Europas statt.

## Geschichte

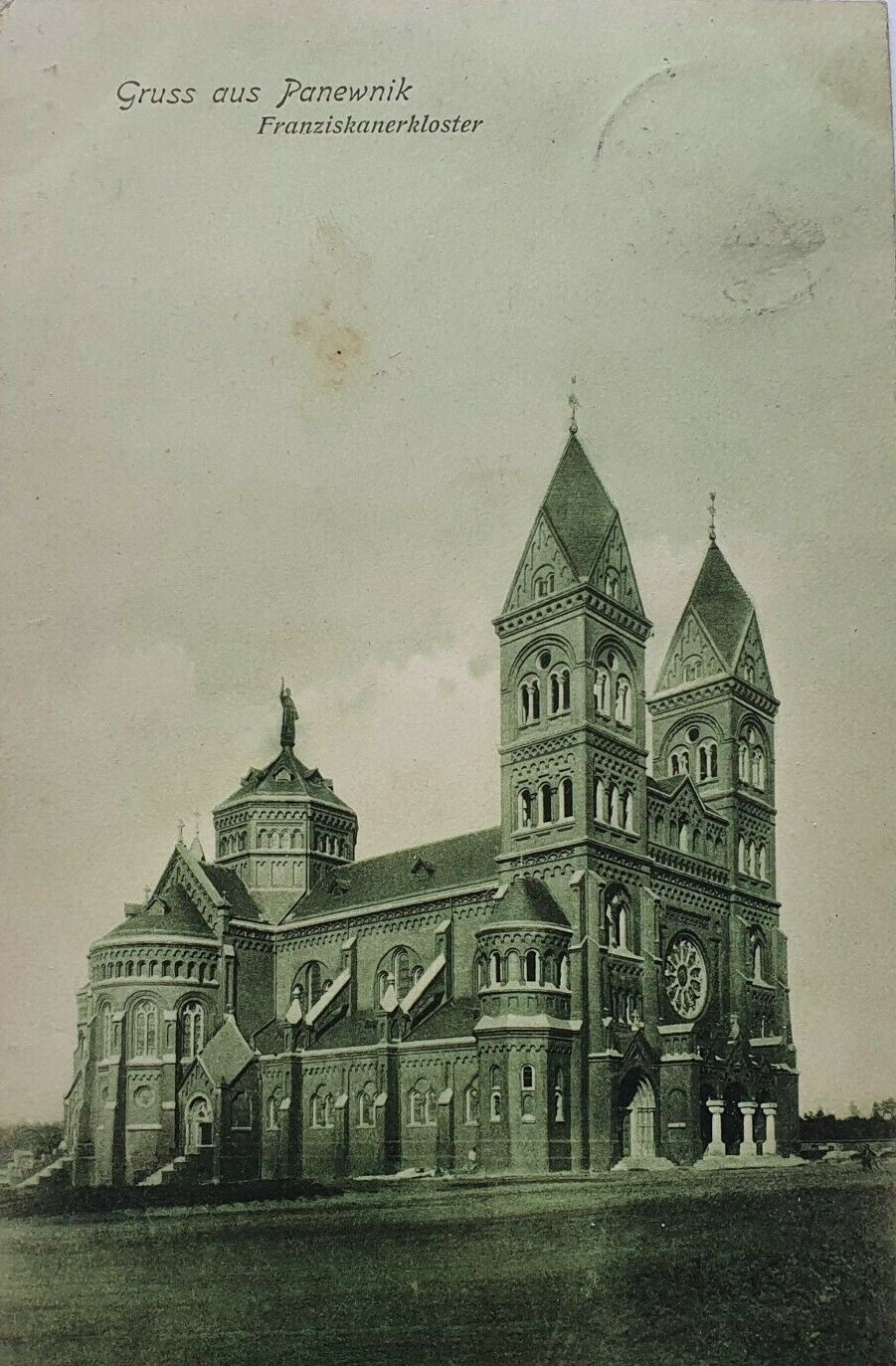
Gruss aus Panewnik – Franziskanerkloster (Postkarte 1908)

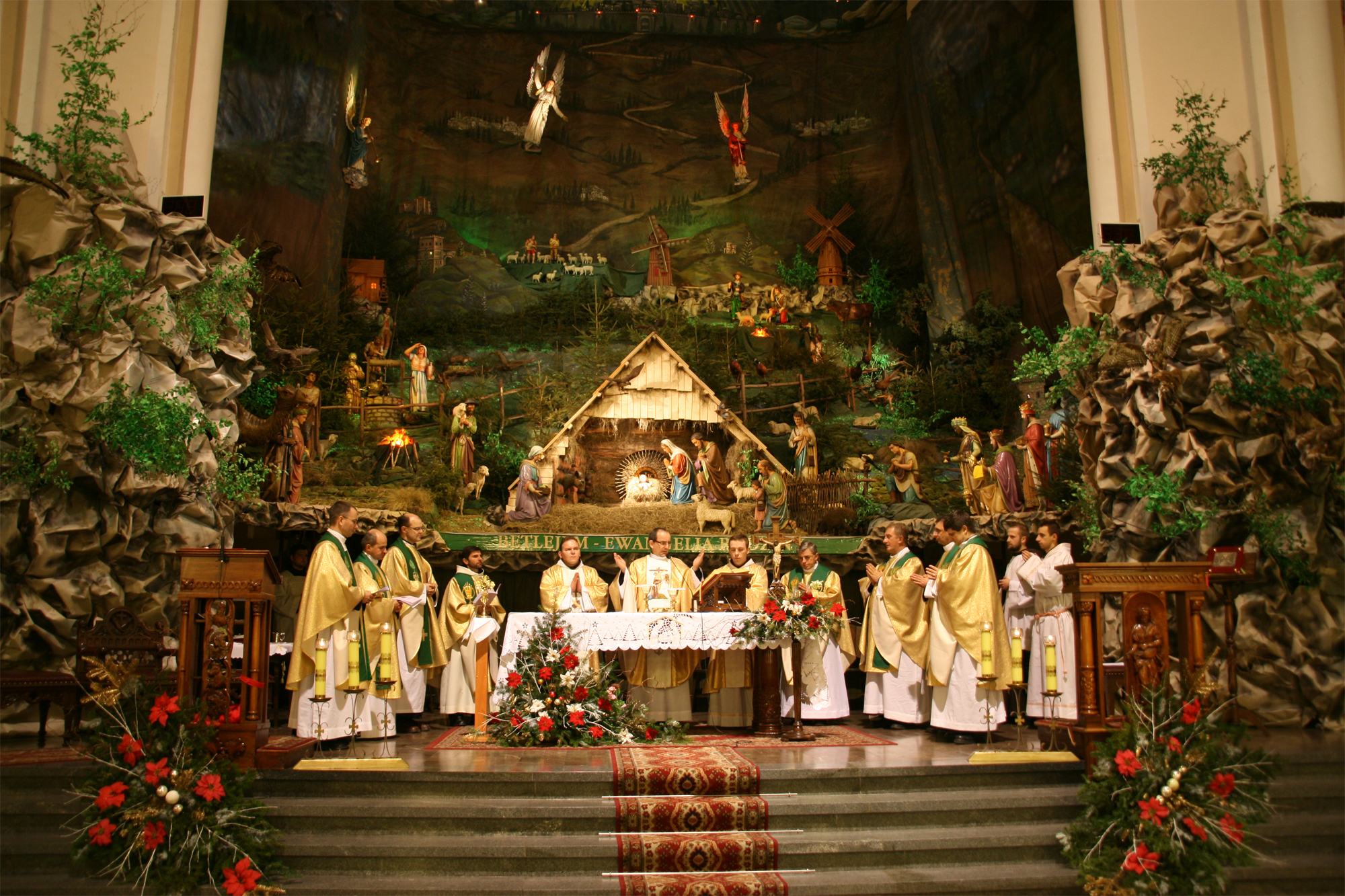
Krippe 2006

Mit der Industrialisierung des Schlesischen Reviers kamen 1902 Franziskanerminoriten von St. Annaberg nach Panewniki zur seelsorgerischen Betreuung. Es wurde ein Grundstück für die Kirche und das Kloster sowie den benachbarten Kalvarienberg erworben.
Nach einer Lourdesgrotte wurde 1905 mit der Genehmigung aus Berlin mit dem Bau von Kirche und Kloster nach Plänen des Franziskanerbruders Mansuetus Fromm OFM begonnen, die Grundsteinlegung der Kirche erfolgte 1906. Unter großer Beteiligung der Bevölkerung und durch Großspenden wie von Lazarus IV. Henckel von Donnersmarck konnte die Kirche bereits 1908 fertiggestellt und durch Kardinal Georg Kopp mit dem Patrozinium St. Ludovicum geweiht werden, daran nahmen 80.000 Gläubige teil. Der Hauptaltar wurde im Juli 1909 fertiggestellt, die Kreuzwegstationen Februar 1910. Die Einweihung der Orgel erfolgte 1925. Die Pfarrei wurde 1934 gegründet. Papst Paul VI. erhob die Kirche 1974 zur Basilica minor.

## Architektur
Die dreischiffige Basilika wurde auf einem kreuzförmigen Grundriss im neuromanischen Stil errichtet. Chor und Seitenschiffe schließen mit runden Apsiden. Zentral erhebt sich eine Vierungskuppel mit Sterngewölbe über einem achtseitigen Tambour. Auf der Kuppel steht eine Kupferstatue des hl. Franz von Assisi. Die Kirche ist 76 Meter lang und hat eine innere Breite von 22,5 Metern, das Mittelschiff ragt mit seinen Kreuzrippengewölben 17,5 Meter hoch, die Seitenschiffe 7 Meter. Die unverputzte Backsteinfassade ist mit skulpturalen Steinornamenten verziert. Die Fassade ist 28 m hoch, zentral öffnet sich ein Rosettenfenster mit 7 Metern Durchmesser. In der Nische in der mittleren Arkade wurde eine Figur von St. Florian platziert. Auf der Oberseite der Fassade befindet sich eine Statue Unserer Lieben Frau und darüber ein Kreuz. An den Seiten der Fassade erheben sich sechsgeschossige Türme mit einer Höhe von 48 Metern. Sie tragen Uhren und ein Geläut von fünf Glocken. Die Dächer sind mit Kupferblech bedeckt. Unter dem Chor befindet sich eine 18 Meter lange Krypta mit Kreuzgewölben, die Josefskrypta ist von außen zugänglich.

## Ausstattung

### Chor
Der Chor besitzt im hinteren Teil über der Krypta den ursprünglichen Hochaltar von 1908; das reich geschnitzte Retabel ist aus Eichenholz gefertigt mit einem Tabernakel und einem Baldachin. In dem Bereich steht das hölzerne Chorgestühl. Das Dekor des Chores umfasst holzgeschnitzte Episoden aus dem Leben des hl. Franziskus, dazu kommen Statuen von Heiligen und Seligen.

### Kirchenschiff
Die Kirche ist mit Gemälden von Norbert Paprotny von 1963 ausgestattet. An der Galerie der Blendarkaden werden beidseitig Szenen aus dem Leben des hl. Franz von Assisi dargestellt. Die darunter umlaufenden Kreuzwegstationen wurden in Trier und Mönchengladbach geschaffen. Auf der linken Seite des Hauptschiffs befindet sich eine Kanzel, rechts eine Skulptur, die Ludwig den Heiligen – den ersten Schutzpatron der Kirche – darstellt. Über dem Eingangsbereich ist die Orgel auf der Empore installiert.
Um das Kirchenschiff wurde eine Reihe von Kapellen und Seitenaltären geschaffen. Die Kapelle des Allerheiligsten Sakraments links des Haupteingangs wurde 1988 errichtet und ist den Opfern des Zweiten Weltkriegs gewidmet, besonders den in Konzentrationslagern und bei Massakern ermordeten. Der Barbaraaltar im linken Seitenschiff wurde 1920 in Bayern geschaffen und ist der Schutzheiligen der Bergleute gewidmet. Im linken und rechten Querschiff stehen von Georg Schreiner geschaffene Altäre unter großen Buntglasfenstern, links der des Franz von Assisi, rechts der des Antonius von Padua. Auf der rechten Kirchenseite ist die Kapelle der Jungfrau Maria von Czéstochowa eingerichtet mit einem in Koblenz gefertigten und 1910 geweihten Altar.